# 日曜日授業参観事件
日曜日授業参観事件（にちようびじゅぎょうさんかんじけん）は、宗教的理由による学校授業欠席の自由について争われた日本の裁判例。

## 概要
東京都江戸川区の某公立小学校では日曜日に父母授業参観特別授業と保護者懇談会を恒常的に実施してきており、1982年度も年間行事に組み込まれ、江戸川区教育委員会に届け出を済ませていた。1982年6月13日の日曜日に小学校で父母授業参観特別授業が実施された際に、小学6年児童の沢知恵とその妹である小学4年児童Xは、その両親で牧師でもあるYとZが所属する日本基督教団が日曜日の午前に定例で実施している教会学校への出席を優先したことで午前中に実施された父母授業参観特別授業を欠席したところ、小学校の校長は沢知恵と児童Xの指導要録の出欠記載欄に欠席の記録を行った。
これについて欠席した沢一家は「礼拝は信仰生活の中の核心的な宗教行為で最大限に尊重されるべき」とし、欠席記載は日本国憲法第20条第1項と教育基本法第7条と第9条に反するとして、江戸川区と東京都と小学校校長等を被告として当該処分の取り消しと精神的苦痛に対する損害賠償を求めて提訴した。
1986年3月20日に東京地方裁判所は以下のように判示して請求を棄却した。
- 授業参観を日曜日に実施することは教育上十分な意義と必要性[注 3]があり、また法的根拠[注 4]に基づくもので、その実施と時間帯設定は校長の裁量権の範囲にある。
- 本件欠席記載からはかかる消極的記録が20年間保管されることを除き、法律上・社会生活上の処遇における何らかの不利益な効果が生じるわけではない。
- 宗教上の集会は憲法に保障された自由である公教育上も尊重されるべきだが、公教育もまた憲法の要請するところであり、宗教的理由から公教育の授業日に出席を免除するということでは、宗教・宗派ごとに右の重複・競合の日数が異なる。したがって、結果的に宗教上の理由によって個々の児童の授業日数に差異を生じることを容認することになって、公教育の宗教的中立性を保つ上で好ましいことではなく、当該児童の公教育上の成果を阻害し、公教育の集団的教育として挙げるはずの成果をも損なうことになる。国民の自由権といっても、それが内心に留まるのではなく外形的行為となって現れる以上、法が許容する合理的根拠に基づく一定の制約を受けざるを得ないことについては信仰の自由も例外ではない。
- 教育基本法第9条[注 2]は宗教の尊重を定めるが、それは宗教活動の自由に対し公教育より優先する地位を当てたものではない。公教育担当機関が児童の出席の要否を決めるために、各宗教活動の教義上の重要性を判断して価値観の順序付けを与えて公教育に対する優先の度合いを図ったのでは、公教育の宗教的中立性に抵触しかねない。
- 原告の主張する代替措置[注 5]はいずれも適当ではなく[注 6]、よって校長の判断に裁量権の逸脱はない。